# Curtis Blair
Curtis Edward Blair (Roanoke, 24 settembre 1970) è un ex cestista e arbitro di pallacanestro statunitense.

## Carriera
Blair ha disputato quattro stagioni negli Spiders della University of Richmond, e successivamente è stato selezionato al secondo giro del draft NBA 1992 dagli Houston Rockets come 53ª scelta assoluta. Non ha tuttavia disputato alcun incontro in NBA, ma ha giocato in CBA, in Australia nei Kilsyth Cobras, in Austria negli Oberwart Gunners, e in Turchia nel Meysuspor.
Terminata la carriera di giocatore nel 1997, ha intrapreso quella di arbitro. Ha diretto per 6 stagioni in NBA D-League, oltre alla NCAA; è arbitro NBA (divisa numero 74) dal 2008-09.